# Rugby op de Paralympische Zomerspelen 2012
Op de XIVe Paralympische Zomerspelen die in 2012 werden gehouden in Londen (Verenigd Koninkrijk), was Rugby een van de 20 sporten die werden beoefend. Het was een gemengd toernooi, een team mocht uit zowel mannen als vrouwen bestaan.

## Competitie
De acht gekwalificeerde landen werden in twee groepen van vier teams gedeeld. De twee hoogst genoteerde teams gingen door naar de halve finales.

### Groepsfase

#### Groep A
| Land                | Land                | Uitslag |
| ------------------- | ------------------- | ------- |
| Verenigde Staten    | Verenigd Koninkrijk | 56 - 44 |
| Japan               | Frankrijk           | 65 - 56 |
| Verenigd Koninkrijk | Frankrijk           | 57 - 50 |
| Japan               | Verenigde Staten    | 48 - 64 |
| Verenigd Koninkrijk | Japan               | 39 - 51 |
| Verenigde Staten    | Frankrijk           | 70 - 44 |

#### Groep B
| Land      | Land      | Uitslag |
| --------- | --------- | ------- |
| Zweden    | België    | 52 - 42 |
| Australië | Canada    | 64 - 52 |
| Zweden    | Australië | 47 - 60 |
| Canada    | België    | 58 - 50 |
| Australië | België    | 58 - 43 |
| Canada    | Zweden    | 53 - 52 |

### Kruiswedstrijden

#### Om plaatsen 5 tot en met 8
| Land                | Land      | Uitslag |
| ------------------- | --------- | ------- |
| Verenigd Koninkrijk | België    | 54 - 49 |
| Zweden              | Frankrijk | 58 - 48 |

#### Halve finales
| Land             | Land   | Uitslag |
| ---------------- | ------ | ------- |
| Australië        | Japan  | 59 - 45 |
| Verenigde Staten | Canada | 49 - 50 |

### Om plaats 7
| Land   | Land      | Uitslag |
| ------ | --------- | ------- |
| België | Frankrijk | 54 - 50 |

### Om plaats 5
| Land                | Land   | Uitslag |
| ------------------- | ------ | ------- |
| Verenigd Koninkrijk | Zweden | 59 - 47 |

### Bronzen finale
| Land             | Land  | Uitslag |
| ---------------- | ----- | ------- |
| Verenigde Staten | Japan | 53 - 43 |

### Finale
| Land   | Land      | Uitslag |
| ------ | --------- | ------- |
| Canada | Australië | 51 - 66 |

### Eindrangschikking
| Plaats | Land             |
| ------ | ---------------- |
| Goud   | Australië        |
| Zilver | Canada           |
| Brons  | Verenigde Staten |
| 4      | Japan            |
| 5      | Groot-Brittannië |
| 6      | Zweden           |
| 7      | België           |
| 8      | Frankrijk        |

## Medaillespiegel
| Plaats | Land             | NPC    | Goud | Zilver | Brons | Totaal |
| 1      | Australië        | AUS    | 1    | 0      | 0     | 1      |
| 2      | Canada           | CAN    | 0    | 1      | 0     | 1      |
| 3      | Verenigde Staten | USA    | 0    | 0      | 1     | 1      |
| Totaal | Totaal           | Totaal | 1    | 1      | 1     | 3      |

Atletiek · Bankdrukken · Basketbal · Blindenvoetbal · Boogschieten · Boccia · CP-voetbal · Goalball · Judo · Paardensport · Roeien · Rugby · Schermen · Schietsport · Tafeltennis · Tennis · Volleybal · Wielersport · Zeilen · Zwemmen
Sydney 2000 ·
Athene 2004 ·
Peking 2008 ·
Londen 2012 ·
Rio de Janeiro 2016 ·
Tokio 2020 ·
Parijs 2024 ·
Los Angeles 2028